# Natal, Rio Grande do Norte
Natal (uttal brasiliansk portugisiska: [naˈtaw]) är en stad och kommun i nordöstra Brasilien samt huvudstaden i delstaten Rio Grande do Norte. Den är belägen vid kusten, där floden Rio Potengi mynnar ut i Atlanten, 270 km norr om Recife. År 2022 hade staden cirka 897 000 invånare, med cirka 1,5 miljoner i hela storstadsområdet.

Eftersom den ligger så nära ekvatorn så är det varmt större delen av året med cirka 300 soldagar om året. Smeknamn på staden är bland annat solens stad och kungarnas stad. Den kallas ibland också för julens stad eftersom natal betyder jul på portugisiska; staden anlades på juldagen 1599. Staden stod som värld för en del av matcherna under Världsmästerskapet i fotboll 2014.

## Historia

### Bakgrund
1530 delade Portugals kung Johan III upp Brasilien i olika exploateringslotter. Området som numera tillhör Rio Grande do Norte tilldelades João de Barros och Aires da Cunha. Den första portugisiska expeditionen för att kolonisera området gick av stapeln fem år senare. Redan dessförinnan hade delar av området utan tillstånd börjat exploateras av franska handelsresande och smugglare, vilka inlett handel med de lokala indianerna. I samarbete saboterade man tidiga nybyggarförsök, vilket gjorde att området saknade europeisk kolonisation fram till sent 1500-tal. I slutet av 1500-talet styrdes området i praktiken av franska sjörövare under ledning av Jacques Riffault.
Portugals nionde generalguvernör över Brasilien, Francisco de Sousa, beordrade 1597 att sjörövarna skulle elimineras. Han lät sända ut en expedition som under ledning av Manuel de Mascarenhas Homem från Pernambuco lyckades besegra de 50 franska piraterna och deras indianska allierade. Detta skedde på juldagen samma år. Därefter lät man tolv dagar senare, på Trettondagen, inleda bygget av Fortaleza dos Reis Magos ('Vise männens fort').
Därefter etablerades en portugisisk koloni på platsen, en koloni som inledningsvis gavs namnet Cidade dos Reis ('Kungarnas stad'). Detta ersattes senare av Cidade do Natal ('Födelsestaden'). Namnet har förklarats på två sätt, antingen som en referens till 1597 års lyckosamma expedition eller som datumet då den andre expeditionsledaren Jerônimo de Albuquerque 1599 skulle ha pekat ut platsen för stadsbygget. Officiella stadsrättigheter gavs åt Natal 1611.

### 1600- till 1800-talet
Staden med omgivning var sedan i nederländsk besittning mellan 1633 och 1654. Detta var en period då Portugal delvis var placerat under spansk överhöghet och bland annat även förlorade det mesta av sina sydostasiatiska besittningar till Nederländerna (senare benämnda Nederländska Ostindien). 1694 restes stadens katedral.
Befolkningsutvecklingen i Natal var länge blygsam. I slutet av 1800-talet rymde staden cirka 16 000 invånare.

### Nyare historia
1922 inleddes en period med ökad urbanisering i området. Natal låg närmare Europa än någon annan brasiliansk stad, och här etablerades även en militärbas.
Efter andra världskriget fortsatte den snabbare befolkningsökningen. På 1980-talet anlades den stora havsvägen genom området, och stadens milslånga sandstränder lockade till bygget av många stora hotell i anslutning till stränderna.

## Styre och administrativ indelning

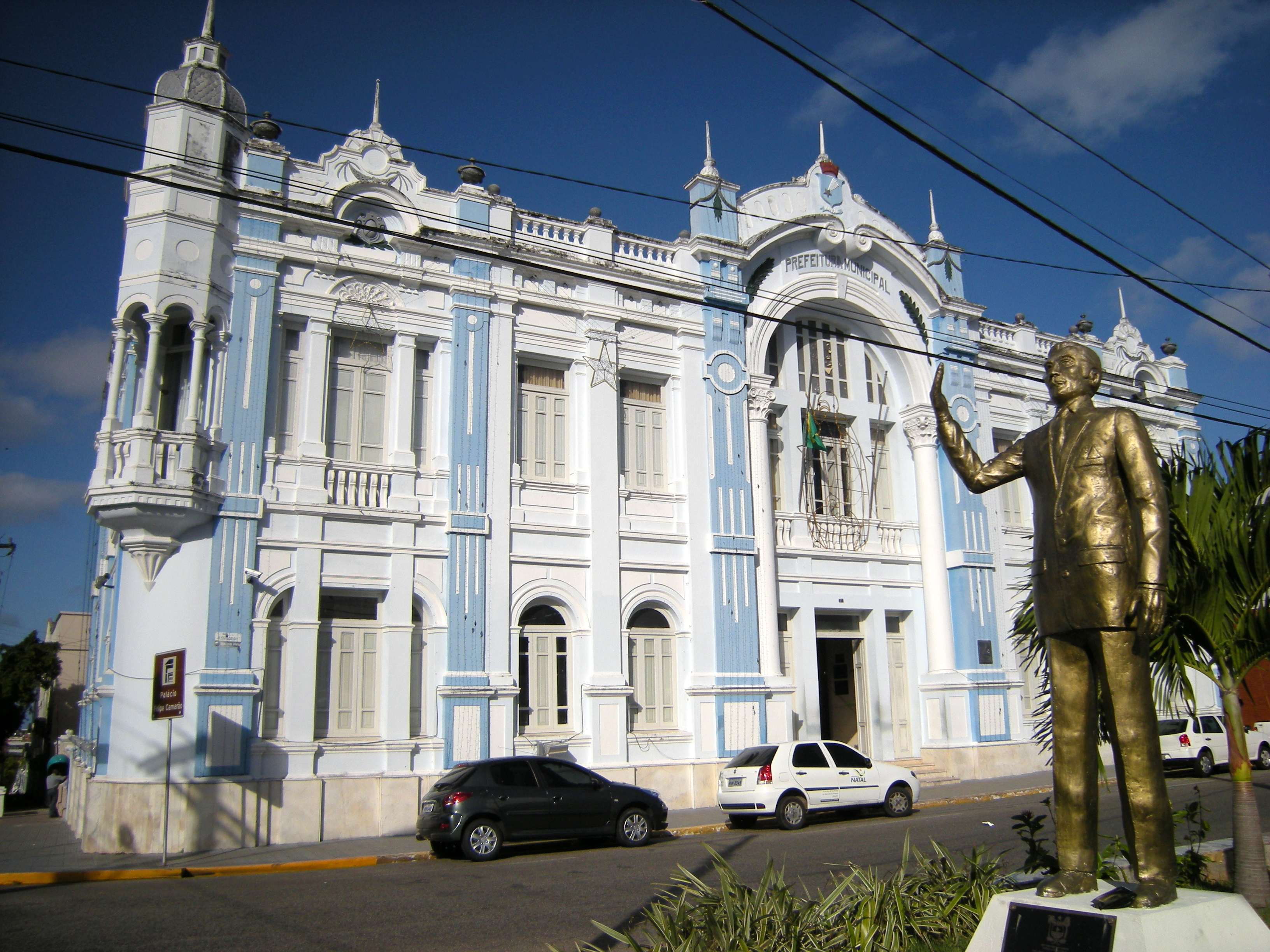
Stadshuset i Natal.

Kommunen var år 2010 indelad i ett distrikt. Detta var vidare indelat i 38 stadsdelar, bairros.

## Ekonomi och infrastruktur

### Näringsliv
Den sandiga jorden i och runt Natal stoppade länge försöken att etablera lokala sockerrörsplantager. Under ett antal sekel var ekonomin i delstaten baserad på boskapsskötseln i det torra inre. Djuren användes som dragdjur eller slaktades till produktion av torkat nötkött – carne de sol – numera en specialitet från Natal.
Staden är kommersiellt centrum i delstaten Rio Grande do Norte. Den har även dess viktigaste hamn, med utskeppning av bland annat bomull, socker, salt och hudar. Dessa tillverkas eller förädlas av industrierna i staden. Olika matvaror samt textilier av siden och bomull produceras i Natal, som är en stor exporthamn för fiskeriprodukter.
Turismen är den mest betydelsefulla delen av den lokala ekonomin, inte minst genom förekomsten av många långa badstränder längs med Atlanten.

### Kommunikationer
Området har en internationell flygplats, Aeroporto internacional de Natal, i Parnamirim cirka 18 km sydväst om staden. Detta är den enda flygplatsen i den nordöstra regionen som tar emot charterflyg från Skandinavien. Järnvägar och större bilvägar förbinder Natal med det inre av Brasiliens nordöstregion.

## Befolkning

Storstadsområdets utbredning i delstaten Rio Grande do Norte.

| Område          | Areal (km²) | 1 augusti 2000 | 1 augusti 2010 | 1 juli 2014 | 2022    |
| --------------- | ----------- | -------------- | -------------- | ----------- | ------- |
| Storstadsområde | 2 807,56    | 1 124 669      | 1 351 004      | 1 473 877   |         |
| Natal           | 167,26      | 712 317        | 803 739        | 862 044     | 896 700 |

### Storstadsområde
Natals storstadsområde, Região Metropolitana do Natal, utgörs från den 22 juni 2009 av de tio kommunerna Ceará-Mirim¹, Extremoz¹, Macaíba¹, Monte Alegre³, Natal¹, Nísia Floresta², Parnamirim¹, São Goncalo do Amarante¹, São José de Mipibú² och Vera Cruz⁴.

¹ Del av storstadsområdet från och med bildandet den 16 januari 1997.
² Del av storstadsområdet från den 10 januari 2002.
³ Del av storstadsområdet från den 30 november 2005.
⁴ Del av storstadsområdet från den 22 juni 2009.

## Kultur och samhälle
Stadens universitet grundades 1958, då som Universidade do Rio Grande do Norte. Numera bär det namnet Universidade Federal do Rio Grande do Norte.
I Natal finns Camâra Cascudo-museet.
Ett antal fotbollsarenor finns i Natal. Den största är João Machado-stadion, även känd som Machadão.
Brasiliens havsforskningsinstitut är beläget i Natal, och raketbasen Barreira do Inferno är belägen i närheten av staden.